# Dicranopteris blotiana
Dicranopteris blotiana là một loài dương xỉ trong họ Gleicheniaceae. Loài này được C. Chr. Tagawa mô tả khoa học đầu tiên năm 1939.